# Indicatif régional 719

Carte de l'État du Colorado avec ses quatre indicatifs régionaux

L'indicatif régional 719 est l'indicatif téléphonique régional qui dessert le sud-est de l'État du Colorado aux États-Unis.
Les principales villes couvertes par l'indicatif sont :
- Colorado Springs ;
- Pueblo ;
- Monument
- Leadville ;
- Alamosa ;
- Monte Vista ;
- San Luis Valley ;
- Cañon City;
- Trinidad ;
- Rocky Ford ;
- La Junta.

L'indicatif régional 719 fait partie du Plan de numérotation nord-américain.